# Каслтауншенд
Каслтауншенд (англ. Castletownshend - произн.: каслта́унзенд; ирл. Baile an Chaisleáin , Бале-ан-Хашлянь) — деревня в Ирландии, находится в графстве Корк (провинция Манстер).

## Демография
Население — 188 человек (по переписи 2006 года). В 2002 году население составляло 157 человек.
Данные переписи 2006 года:
| Общие демографические показатели |               |                               |                               |      |      |
| Всё население                    | Всё население | Изменения населения 2002—2006 | Изменения населения 2002—2006 | 2006 | 2006 |
| 2002                             | 2006          | чел.                          | %                             | муж. | жен. |
| 157                              | 188           | 31                            | 19,7                          | 101  | 87   |